# HMS Gustaf af Klint
HMS Gustaf af Klint är ett tidigare svenskt örlogsfartyg, sjömätningsfartyg, som byggdes 1941 på Finnboda Varv och utrangerades 1980. De svenska sjömätningsfartygen utförde på denna tid uppdrag för Sjöfartsverket, men förde örlogsflagg och bemannades av Flottans personal. HMS Gustaf av Klint moderniserades 1962-1963, då hon bland annat förlängdes med 4,8 meter. Hon låg vid Stadsgården i Stockholm från slutet av 1970-talet till 2015 som vandrarhem.
Den 29 mars 2022 omkom en person i en misstänkt anlagd brand på fartyget, som då var vandrarhem vid Söder Mälarstrand i Stockholm.
HMS Gustaf av Klint är namngivet efter sjömilitären och kartografen Gustaf af Klint, som levde mellan 1771 och 1840. Ett  senare svenskt sjömätningsfartyg har också namngivits efter honom, nämligen M/S Gustaf af Klint, som byggdes 2015.